# 毒液
毒液（英語：Venom）或称动物毒素（英語：zootoxin），是一种由动物分泌出来的毒素，目的是对其他动物造成伤害。不同毒液造成的伤害也会不同；那些会致死的毒液通常会用半數致死量（LD50、LD50 或 LD-50）来测量其毒性。许多动物都会使用毒液，这显示出了趋同演化性。2013年，有毒的动物造成了57,000起人类死亡事件，比1990年的76,000起有所下降。

## 分類

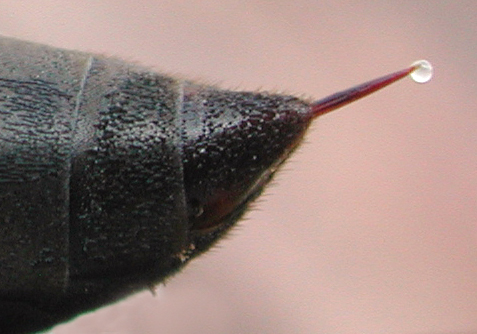
黃蜂螫針與其上的一滴毒液

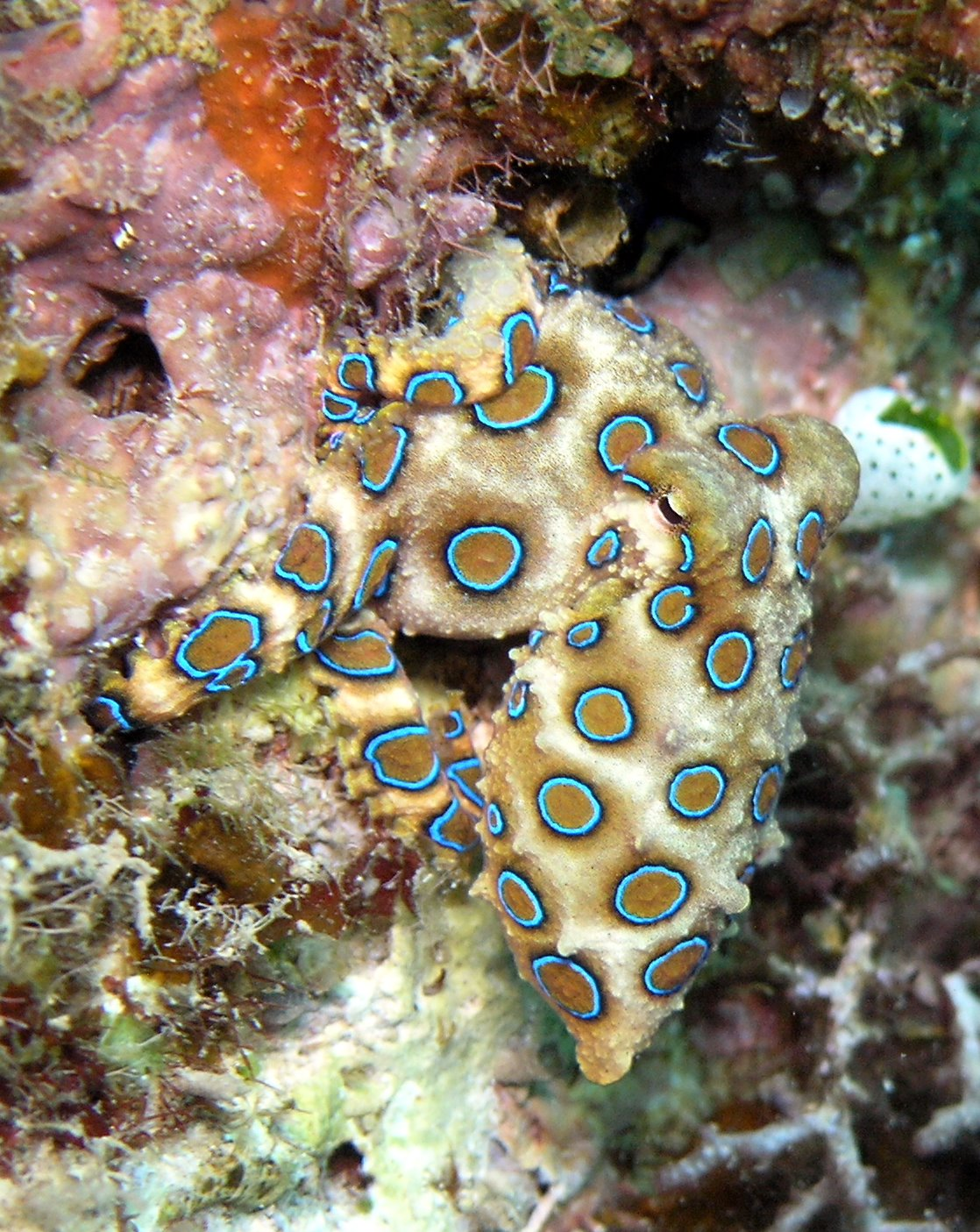
帶有劇毒的藍圈章魚透過鮮明的體色警告掠食者

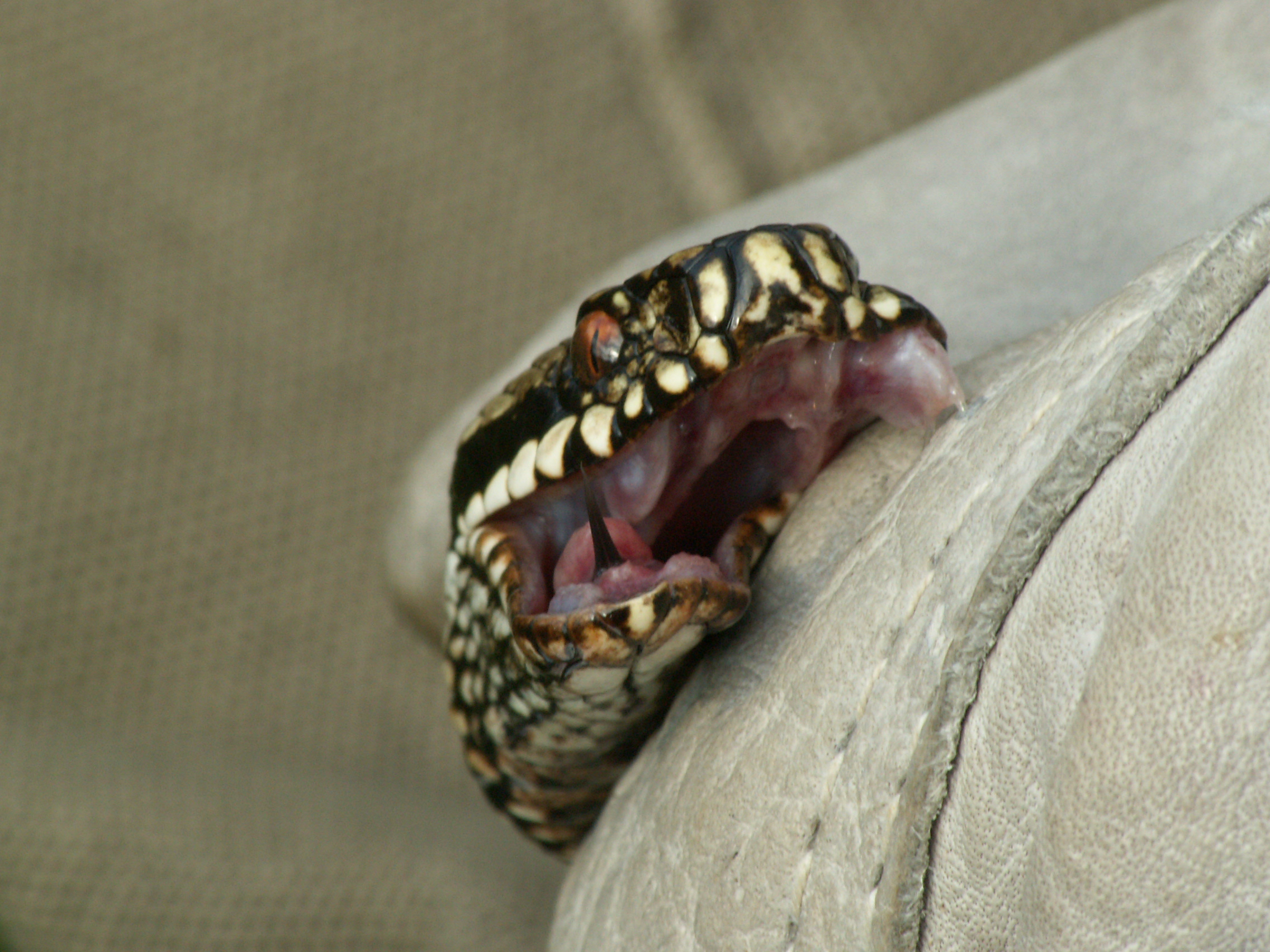
極北蝰正透過毒牙注射毒液

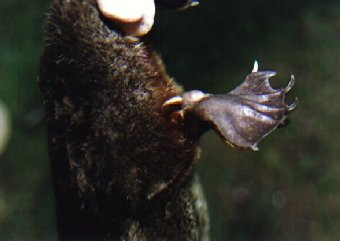
公鴨嘴獸後腳跟上的毒距

### 無脊椎動物
有毒的無脊椎動物會透過特化的附肢來注射毒液，蜘蛛利用其螯肢前的毒牙將毒液注入到獵物體內（詳見蜘蛛咬傷），蜈蚣透過其首節的附肢特化的一對毒爪（forcipules）注射毒液，蠍子則透過尾節上的螫針刺入昆蟲體內注射。
蜜蜂與黃蜂透過螫針注射蜂毒，其螫針為特化過後的產卵管。蜜蜂透過這些毒液守護蜂巢與儲存的食物，黃蜂則運用毒液來麻痺獵物，讓獵物可以在巢穴中維持存活狀態並作為幼蟲的食物。
毛蟲具有螫毛，與體內的毒腺連結，能使企圖接觸或吞食毛蟲的掠食者中毒。
其他昆蟲包括椿象、螞蟻等，同樣也具有分泌毒液的能力。
另外很多無脊椎動物如水母、海葵、芋螺科、蛸亞綱也都帶有毒液。箱型水母為目前已知最毒的水母。

### 魚類
許多魚類帶有毒液，像是軟骨魚綱中的魟魚、銀鮫，以及輻鰭魚綱中的單頜鰻屬、鯰魚（鰻鯰科）、毒鮋科、真裸皮鮋科、鮋科、藍子魚科、䲗科、刺尾鯛科、金錢魚科、瞻星魚科與鱷鱚科等。

### 兩棲類
僅有少數兩棲類帶有毒液，部分蠑螈科的成員在被抓住時能使其尖銳的肋骨尖端穿透皮膚，將皮膚上分泌的河豚毒素注入掠食者。其他許多種兩棲類的皮膚也擁有顆粒性腺體，可以分泌毒液作為防禦機制。

### 蛇
最著名帶有毒液的爬蟲類為蛇，透過其毒牙將毒液注射至獵物體內。
蛇毒透過眼下的下頜下腺分泌，透過管道輸送至空心或具有溝槽的毒牙中。蛇毒為由肽的複合物質，成分包括蛋白酶（用來水解蛋白質的肽鍵）、核酸酶（用來水解核酸中的磷酸二酯鍵）以及神經毒素。蛇通常利用蛇毒協助狩獵，但受到威脅時也會用於防禦用途。蛇毒可能造成多種症狀，包括疼痛、腫脹、壞死、低血壓、抽搐、內出血（部分蛇種）、呼吸系統癱瘓、腎衰竭、昏厥以及死亡。
不同蛇種的蛇毒成分差異很大，這個差異來自於不同蛇種偏好的獵物種類不同。

### 其他爬蟲類
除了蛇之外，部分蜥蜴如美國毒蜥、墨西哥毒蜥與數種巨蜥也同樣有毒。
科摩多巨蜥在2009年發現其具有分泌毒液的能力，核磁共振成像顯示其下顎具有毒腺，包括一個位於後方的大毒腺以及五個位於前方較小毒腺。透過質譜法分析後發現科摩多巨蜥毒液的成分與蛇毒十分類似。
近年科學家透過毒腺針對有鱗目進行重新分類，形成稱為有毒類的演化支，其下包括蛇蜥亞目、鬣蜥亞目與蛇亞目。

### 恐龍
在2009年，一群美國與中國科學家檢驗一個千禧中國鳥龍的顱骨，發現千禧中國鳥龍的上頜中段有長牙，後側有一條明顯的溝痕。除此之外，他們還發現長牙上側的上頜骨內有帶狀空間，研究人員推測這裡可能容納類似毒腺的軟組織。

### 獸孔目
獸頭亞目的Euchambersia被認為可以透過犬齒將毒腺中的毒液注入至獵物體內。

### 哺乳類
部分哺乳類具有毒液，包括溝齒鼩、鼩鼱、吸血蝠亞科、公鴨嘴獸與懶猴。許多非獸亞綱的哺乳形類腳跟部位有著刺，而公鴨嘴獸的刺又會分泌毒液（稱為毒距），顯示早期的哺乳動物可能都具有分泌毒液的能力。